# Pseudagoma
Pseudagoma là một chi bướm đêm thuộc họ Noctuidae.

## Loài
- Pseudagoma pinheyi Kiriakoff, 1975